# Magazyn Szachista
Magazyn Szachista – miesięcznik, wydawany pod patronatem Międzynarodowej Federacji Szachowej (FIDE). Zawiera m.in. informacje o szeroko rozumianym życiu szachowym w Polsce i na świecie, materiały edukacyjne, ciekawostki i anegdoty.

## O miesięczniku
Wydawnictwo, za sprawą autorów artykułów, nawiązuje do tradycji już nieobecnych na rynku wydawniczym miesięczników Szachy (1946-1990) oraz Szachisty (1991-2002).
Dociera do kilkudziesięciu krajów, m.in. USA, Anglii, Kanady, Niemiec, Francji, Holandii, Hiszpanii, Austrii, Szwecji, Norwegii, Szwajcarii, Danii, Rosji, Litwy i Ukrainy.
Redaktorem naczelnym miesięcznika jest dr Andrzej Filipowicz.
Od maja 2003 r. czasopismo wydawane jest pod patronatem Międzynarodowej Federacji Szachowej i dostępne jest m.in. w sekretariacie FIDE w Atenach.

## Zawartość miesięcznika
- szkoła szachowa i uniwersytet szachisty,
- rozgrywki arcymistrzów
- wyniki i komentarze najważniejszych imprez krajowych i zagranicznych
- wiadomości o turniejach ze wszystkich zakątków świata
- sensacyjne wydarzenia i kulisy szachów w kraju na świecie
- ponad 1000-letnią historię gry królewskiej
- analizy najważniejszych partie, najnowsze odkrycia w teorii szachów,
- ciekawostki i kombinacje,
- wywiady z najlepszymi szachistami świata i Polski,
- komputery szachowe w turniejach,
- kalendarz sportowy wraz z warunkami startu w imprezach.

Dodatkowo, w serwisie internetowym wydawnictwa, można znaleźć:
- bieżące wiadomości szachowe
- informacje o turniejach
- forum dyskusyjne
- baza partii
- lista ciekawych stron szachowych